# Natalia Natalia (banda)
Natalia Natalia es la banda musical del programa de televisión argentino Peligro: Sin codificar, liderada por el humorista Miguel Granados, responsables de todos los hits musicales del programa. El nombre Natalia Natalia es en homenaje al fallecido humorista Juan Carlos Araujo, quien también integró el programa y brilló en sketches como Hablemos sin saber.

## En el programa
Acompañan y son soporte de todos los sketches del programa, como Los RAMONEStones, Los Puntos Cardenales, Cacho Marley, entre tantos otros. Además son los músicos funcionales de las bandas y artistas invitados, habiendo compartido show con bandas de la talla de Roberto Musso y Santiago Tavella (del Cuarteto de Nos), Coti, Cacho Castaña, Gladys (La Bomba Tucumana), Pablo Lescano (de Damas Gratis), Álex Ubago, Carlos Baute, entre muchos otros.

## Integrantes
- Miguel Granados - voz, guitarra y teclados
- Gustavo Pavan - batería y bajo
- Alejandro De Luca - guitarra
- Guillermo Dodds - bajo
- Mariana Mg - teclado y coros
- Totitutu - percusión
- Miguel Ángel Tallarita - vientos

## Singles
- «Una canción para vos»
- «Peligro, sin codificar»

## Covers
- «Garganta con arena» (versión reggae)
- «Un'estate italiana», mundial 90 (versión ska)
- «Un beso y una flor» (versión reggae)
- «Bombón asesino» (versión rock)
- «Amor descartable» (de Virus)
- «Jefe Max» (de Kapanga)
- «Tuyo siempre» (de Andrés Calamaro)